# Luigi Bertoni
Pour les articles homonymes, voir Bertoni.
Luigi Bertoni (né le 6 février 1872 à Milan et mort le 19 janvier 1947 à Genève) est un typographe, secrétaire syndical, militant anarchiste, rédacteur et éditeur du Réveil anarchiste - Il Risveglio anarchico à Genève de 1900 à 1946.
Il est l'une des figures majeures du mouvement libertaire en Suisse.

## Une jeunesse libertaire
Vers 1892-1893, il entre en contact avec les groupes anarchistes de Genève et rencontre plusieurs anciens militants de la Fédération jurassienne : Jacques Gross, Georges Herzig, François Dumartheray, Eugène Steiger, Auguste Spichiger, Alcide Dubois, Henry Soguel et les communards français Antoine Perrare et Jean-Louis Pindy.
Dès 1899, il récupère le matériel de l'Imprimerie jurassienne pour publier une Biblioteca socialista-anarchica.

## Le Réveil anarchiste

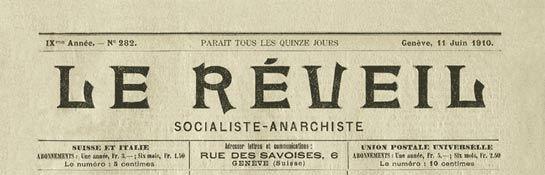
Le Réveil socialiste-anarchiste, 11 juin 1910.

Il fonde et publie de 1900 à 1946 à Genève, Le Réveil anarchiste - Il Risveglio anarchico, bimensuel bilingue franco-italien.
Le journal se réclame du socialisme libertaire puis du communisme libertaire. Il est d'abord appelé Le Réveil Socialiste Anarchiste puis en 1913 Le Réveil Communiste Anarchiste, pour prendre définitivement son nom le 1er mai 1926.
L’influence de Bertoni et du Réveil anarchiste dépasse les frontières helvétiques : Il Risveglio s’adresse aux émigrants et exilés italiens en Suisse, aux Tessinois, aux antifascistes dès 1922. Il est l’organe de référence du mouvement libertaire romand, et l’un de ceux qui comptent dans l’ensemble du « monde francophone », malgré un tirage modeste de 5000 exemplaires.
Avec une grande constance, ce sont quelque 1054 numéros qui paraissent jusqu'en 1946. Pendant la guerre d'Espagne, les PTT confisquent « journaux, écrits ou autre matériel de propagande importé en Suisse à caractère communiste ou anarchiste, antimilitariste ou antireligieux ».

## Syndicaliste et révolutionnaire
Partisan de l'entrée des anarchistes dans les syndicats, il est le secrétaire non rémunéré de la Fédération des syndicats ouvriers de Genève, et l'un des rédacteurs, en 1905, des statuts de la Fédération des Unions Ouvrières de la Suisse Romande d’orientation syndicaliste révolutionnaire et anarcho-syndicaliste. Elle prône l’action directe, la grève générale, la liberté sexuelle, l’antimilitarisme et l’anti-électoralisme.
Il entretient des relations suivies avec James Guillaume et Pierre Kropotkine dont il édite les œuvres en italien.
Il soutient l’école libertaire Francisco Ferrer de Lausanne.
En 1922, pour le cinquantième anniversaire de la Fédération jurassienne, il organise le congrès de Saint-Imier et la conférence de Bienne qui rassemble des anarchistes venus de divers pays. Il lutte ensuite contre la montée du fascisme en Italie.

## Antimilitariste
Après août 1914, il demeure fidèle à l'internationalisme et s'oppose à Kropotkine (Manifeste des Seize). En février 1915, il est parmi les signataires, avec notamment Alexandre Berkman, Henri Combes, Emma Goldman, Hippolyte Havel, Errico Malatesta, Ferdinand Domela Nieuwenhuis, d'une déclaration intitulée « L’Internationale Anarchiste et la Guerre » : « La vérité, c’est que la cause des guerres, de celle qui ensanglante actuellement les plaines de l’Europe, comme de toutes celles qui l’ont précédée, réside uniquement dans l’existence de l’État, qui est la forme politique du privilège. L’État est né de la force militaire ; il s’est développé en se servant de la force militaire ; et c’est encore sur la force militaire qu’il doit logiquement s’appuyer pour maintenir sa toute puissance. Quelle que soit la forme qu’il revête, l’État n’est que l’oppression organisée au profit d’une minorité de privilégiés. [...] Nous devons profiter de tous les mouvements de révolte, de tous les mécontentements, pour fomenter l’insurrection, pour organiser la révolution, de laquelle nous attendons la fin de toutes les iniquités sociales. Pas de découragement - même devant une calamité comme la guerre actuelle. C’est dans des périodes aussi troublées où des milliers d’hommes donnent héroïquement leur vie pour une idée, qu’il faut que nous montrions à ces hommes la générosité, la grandeur et la, beauté de l’idéal anarchiste ; la justice sociale réalisée par l’organisation libre des producteurs ; la guerre et le militarisme à jamais supprimés ; la liberté entière conquise par la destruction totale de l’État et de ses organismes de coercition. »

## Révolution espagnole
Pendant la révolution sociale espagnole de 1936, à 64 ans, il fait une tournée en Espagne où il intervient dans des meetings et rencontre des volontaires italiens sur le front de Huesca en Aragon.
Le 23 novembre 1936, Bertoni est menacé d'inculpation par le procureur général de la Confédération s'il continue ses conférences. La répression s’alourdit en 1937. Des militants sont emprisonnés sous l’accusation d’avoir organisé l’envoi de volontaires, des manifestations publiques sont interdites, comme le 1er mai 1937 à Genève où 150 policiers en armes confisquent de force un autocar portant les couleurs de la Confédération nationale du travail (Espagne)-Fédération anarchiste ibérique.
En août 1940, quand le gouvernement suisse interdit Le Réveil, il fait reparaître le journal sous forme de brochures clandestines bilingues publiées « Quelque part en Suisse » : 147 numéros jusqu’en 1946, qui ne cessent de dénoncer la propagande nationaliste, les alliances avec le grand capital, les trahisons des socialistes.

## Publications
- Procès du Réveil socialiste-anarchiste devant la cour pénale, à Lausanne les 26 et 27 novembre 1906, défense du camarade Bertoni, Le Réveil, Genève, 1906.
- Leur grève et la nôtre : réponse au Journal de Genève, Éditions du Réveil, Genève, 1907.
- Travailleur, ne soit pas soldat, Éditions La Voix du peuple, Pully-Lausanne, 1910.
- Avec Lucien Tronchet, Face à la guerre... devant le tribunal militaire de la Première Division, à Lausanne, le 16 mars 1940, Éditions Germinal, Genève, 1940.
- Il contribue à l'Encyclopédie anarchiste, initiée par Sébastien Faure, publiée en quatre volumes, entre 1925 et 1934[10]